# HD 125184
HD 125184，又名BD-06 3964，SAO 139856、HR 5353，是一颗恒星，视星等为6.47，位于銀經337.18，銀緯49.49，其B1900.0坐标为赤經14h 12m 42s，赤緯-7° 49.49′ 24″。